# Mattannur
Mattannur là một thành phố và khu đô thị của quận Kannur thuộc bang Kerala, Ấn Độ.

## Nhân khẩu
Theo điều tra dân số năm 2001 của Ấn Độ, Mattannur có dân số 44.317 người. Phái nam chiếm 49% tổng số dân và phái nữ chiếm 51%. Mattannur có tỷ lệ 82% biết đọc biết viết, cao hơn tỷ lệ trung bình toàn quốc là 59,5%: tỷ lệ cho phái nam là 85%, và tỷ lệ cho phái nữ là 79%. Tại Mattannur, 11% dân số nhỏ hơn 6 tuổi.